# Komar brzęczący
Komar brzęczący, komar pospolity (Culex pipiens) – występujący w krajach klimatu tropikalnego i subtropikalnego, także w klimacie umiarkowanym, gatunek owada z rodziny komarowatych (Culicidae), rzędu muchówek. Obok widliszka, najbardziej rozpowszechniony komar na terenie Polski.
Występuje w dwóch formach nieodróżnialnych z wyglądu, ale różniących się zachowaniem, dawniej wyróżnianych jako odrębne gatunki: Culex pipiens forma pipiens – środowiska naturalne i rolnicze, samice żywią się prawie wyłącznie krwią ptaków, oraz Culex pipiens forma molestus – środowiska miejskie, podmiejskie i wiejskie, samice żywią się krwią ssaków.
Komar pospolity ma do 6 mm, przezroczyste skrzydła i dwie podłużne pręgi na grzbietowej stronie tułowia.
Jak wszystkie owady z rzędu muchówek podlega przeobrażeniu zupełnemu. Samica po zapłodnieniu wyszukuje żywiciela (człowiek, bydło, konie i zwierzęta domowe), po nakłuciu skóry pobiera krew. Kilka dni później składa w wodzie stojącej ok. 100 jaj. Komar brzęczący może korzystać również z wody znacznie zanieczyszczonej, np. odstojniki ścieków, czy wody wyciekającej z rur ciepłowniczych w piwnicach. Z jaj po 24–36 godzinach wylęgają się larwy, które po kilku linieniach (7–10 dni) zamieniają się w poczwarkę. Poczwarka jest ruchliwa, ale nie pobiera pokarmu. Po 2–4 dniach powstaje z niej dorosły owad.
Tempo rozwoju pokolenia komara zależy wyraźnie od temperatury. Optymalna temperatura dla rozwoju waha się od 20 do 25 °C. Rozwój pokolenia trwa wówczas 10–14 dni, a w niższej temperaturze może wydłużać się do 3-5 tygodni.
Zimują zapłodnione samice komarów, u których rozwój jaj zostaje zahamowany. W czasie zimy nie pobierają pokarmu.